# Gangasamudra, Nagamangala
Gangasamudra là một làng thuộc tehsil Nagamangala, huyện Mandya, bang Karnataka, Ấn Độ.